# بوندای بیچ
بوندای بیچ (به انگلیسی: Bondi Beach) یک حومه شهر در استرالیا است که در نیو ساوت ولز واقع شده‌است. بوندای بیچ به فاصلهٔ ۷ کیلومتری شرق مرکز کسب و کار مرکزی سیدنی و در منطقه دولت محلی وایرولی واقع می‌باشد. این منطقه از بخش شرقی، شمال و تقاطع اصلی به بوندای مشرف است، بوندای بیچ، یکی از مناطق پربازدید در استرالیا برای توریست‌ها است.

## نگارخانه

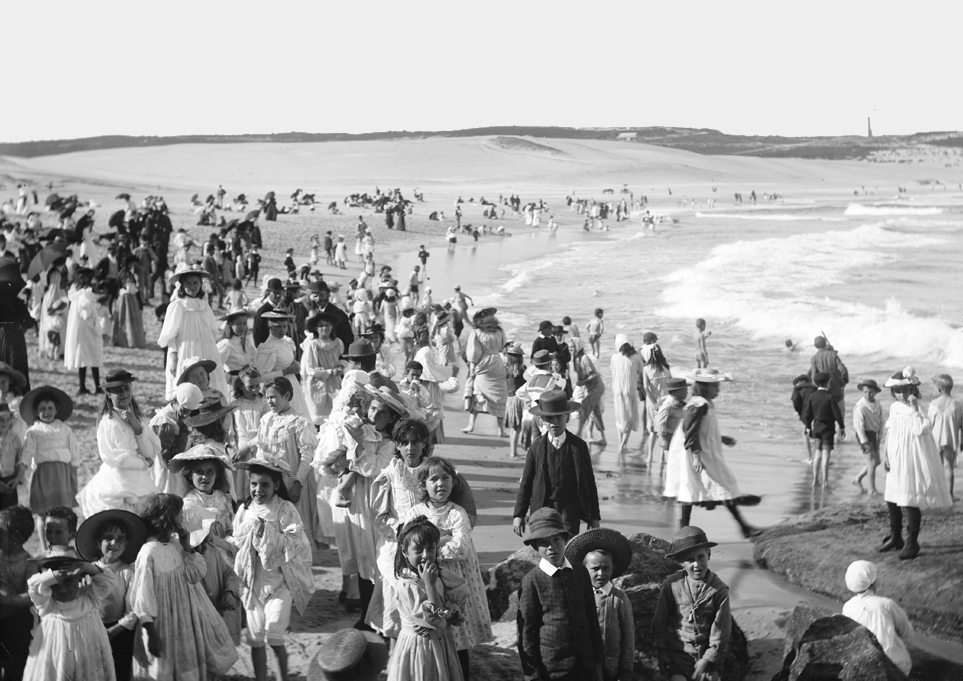
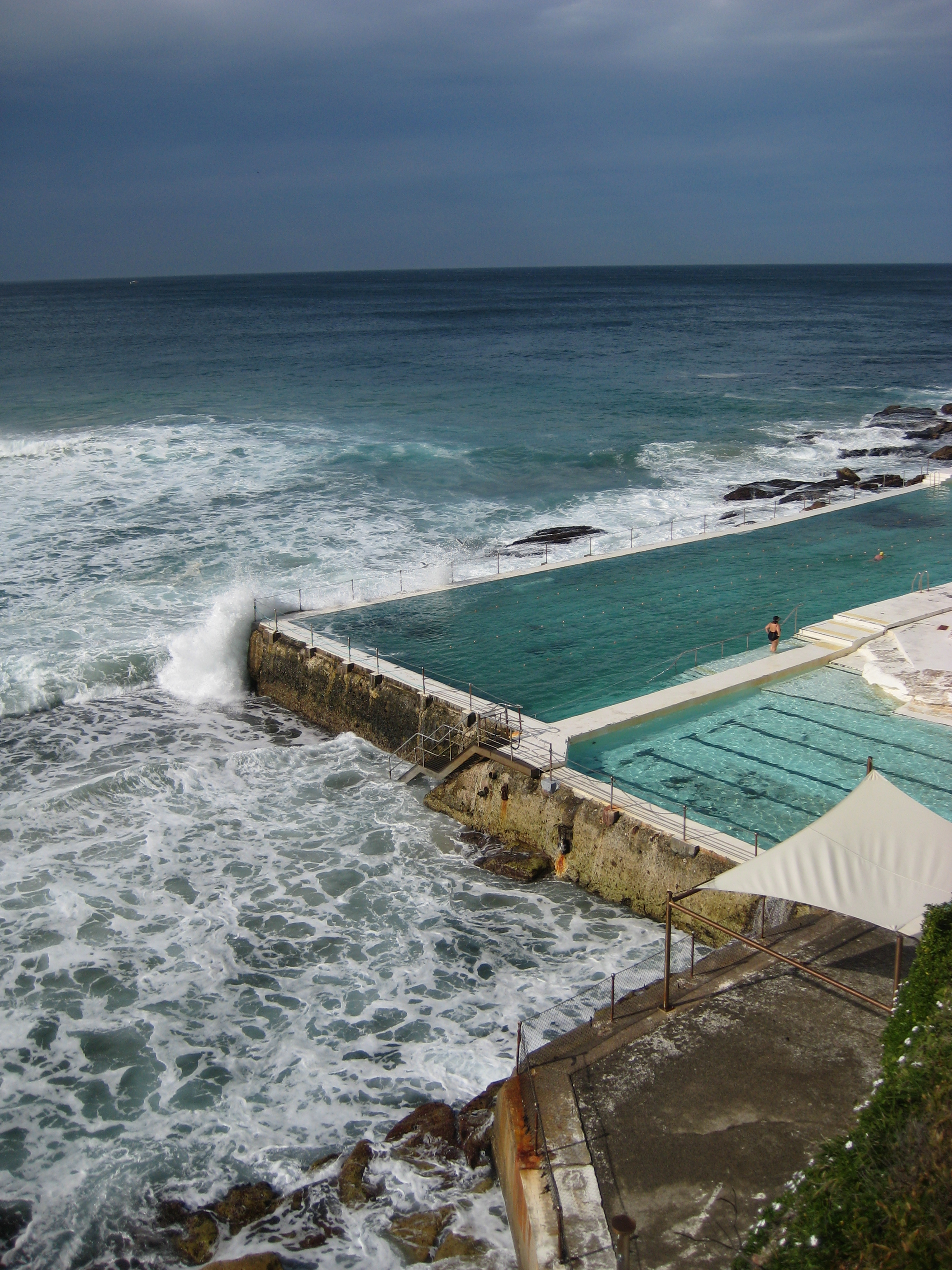
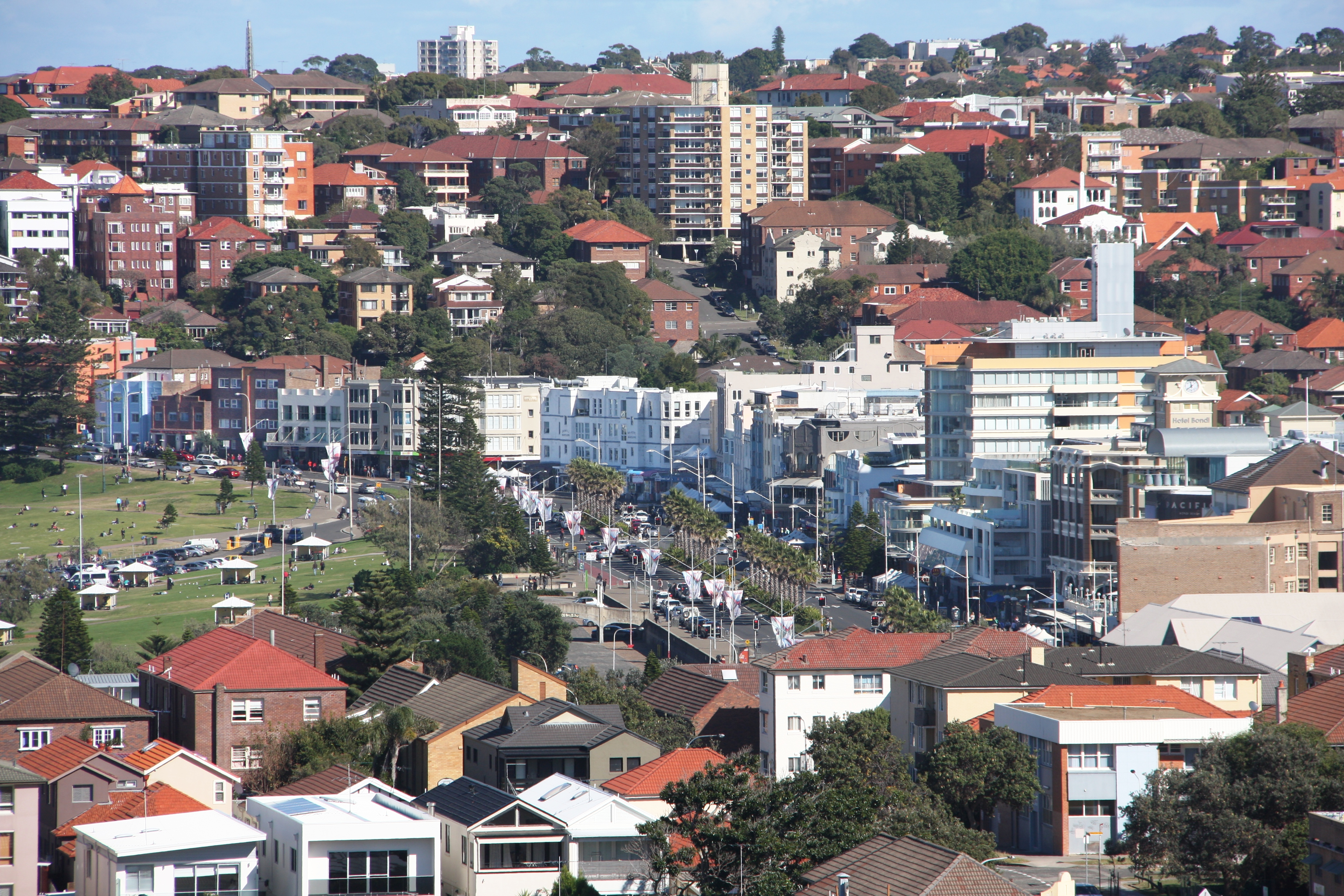
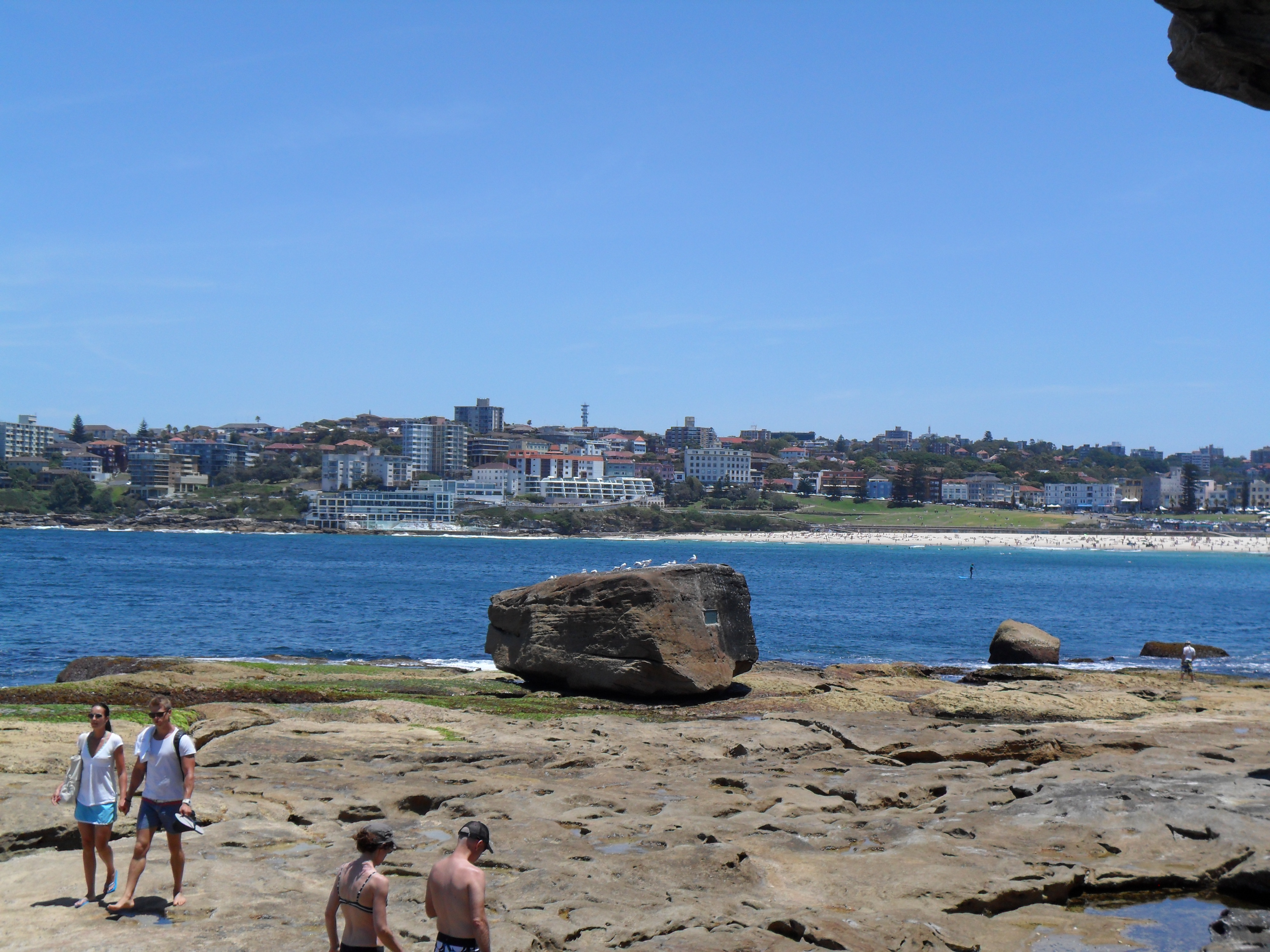